# 高惠宇
高惠宇（1947年1月21日—），臺灣記者、作家及政治人物，台灣基隆人，籍貫山東昌邑。

## 生平
1995年底，高惠宇代表新黨在台北市第二選舉區當選第三屆立法委員。1998年底第四屆立法委員選舉時競選連任，但未當選。2001年底第五屆立法委員選舉時再度參選，亦未當選。 
高惠宇父親為公職人員，家境並不富裕，但支持她出國念書。高惠宇從美國回台後，加入《聯合報》擔任政治外交記者；《聯合報》創辦人王惕吾破例擢升她為該報首位女性採訪主任及副總編輯。
第五屆立法委員選舉落選後，高惠宇沉寂了6個月，擔任東森電視總經理，主持國際新聞節目。後來在2008年3月離開東森電視，同年10月22日接替請辭的前中央廣播電台董事長鄭優，擔任中央廣播電台第四屆董事長。2009年9月18日，曠湘霞繼任中央廣播電台第五屆董事長，高惠宇卸任，仍出任董事。
2012年，高惠宇加入澳門澳亞衛視，主要擔任《澳亞新聞－時事點評》時事評論員，也曾擔任《高峰會》主持人兼製作人及總策劃。

## 外部連結
- 惠宇看天下 udn部落格 （页面存档备份，存于）